# 隠遁聖者の三連祭壇画
『隠遁聖者の三連祭壇画』（いんとんせいじゃのさんれんさいだんが、蘭: Het Kluizenaar Heiligen Drieluik、伊: Il Trittico degli eremiti、英: The Hermit Saints Triptych）は、初期フランドル派の巨匠ヒエロニムス・ボスが1493年ごろに制作した三連祭壇画である。油彩。キリスト教の聖人を主題としており、祭壇画を構成する3点の板絵のうち中央に「聖ヒエロニムス」（De H. Hieronymus）、左側に「聖アントニウス」（De H. Antonius）、右側に「聖アエギディウス」（De H. Egidius）を描いている。現在はヴェネツィアのアカデミア美術館に所蔵されている。

## 作品

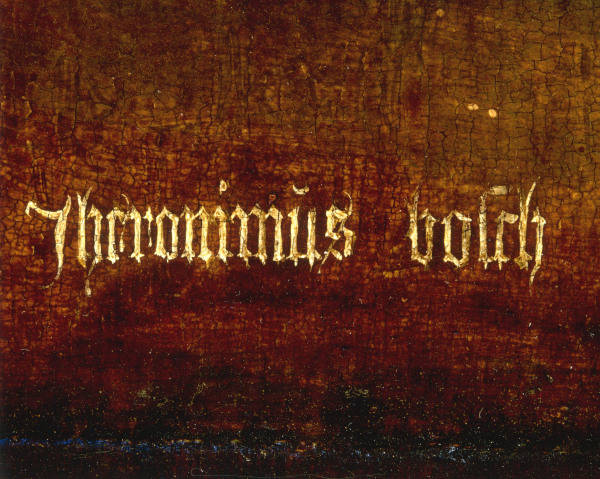
ボスの署名。

聖人はボスの芸術作品に共通の主題である。ボスにとって聖人は生きている人々への言及であり、また罪深いと考えられていた苦しみに対する言及でもある。同様に、ボスは聖人を芸術家の時代の道徳的パラダイムとして用いているため、ボスの作品にはしばしば美しさよりはるかに重い残虐性や激しい苦痛の描写がある。ボスはそれらの信念に最も忠実な人々として彼らを示している。三連祭壇画の中で、鑑賞者は別々の天国の土地と、人類の罪という地獄の兆候、そして道徳的義務の中に描かれた3人の隠遁聖人を紹介される。本作品は孤独な生活と、キリスト教の彼らの信仰と実践への献身への言及である。それぞれの板絵は各聖人の献身的な精神構造に洞察を与え、図像学やシンボリズムを通してキリストに共感させる象徴的な図像が豊富に含まれている。
ボスの作品における地獄、天国、地上の描写は、板絵が天国の場面から地上の場面に移動し、最後にボスの地獄のヴィジョンに移る、存在の様々な段階を紹介している。左側の板絵には地獄とキリストに対するそれぞれの隠遁聖人の献身が階層的に描かれている。

### 両翼パネル

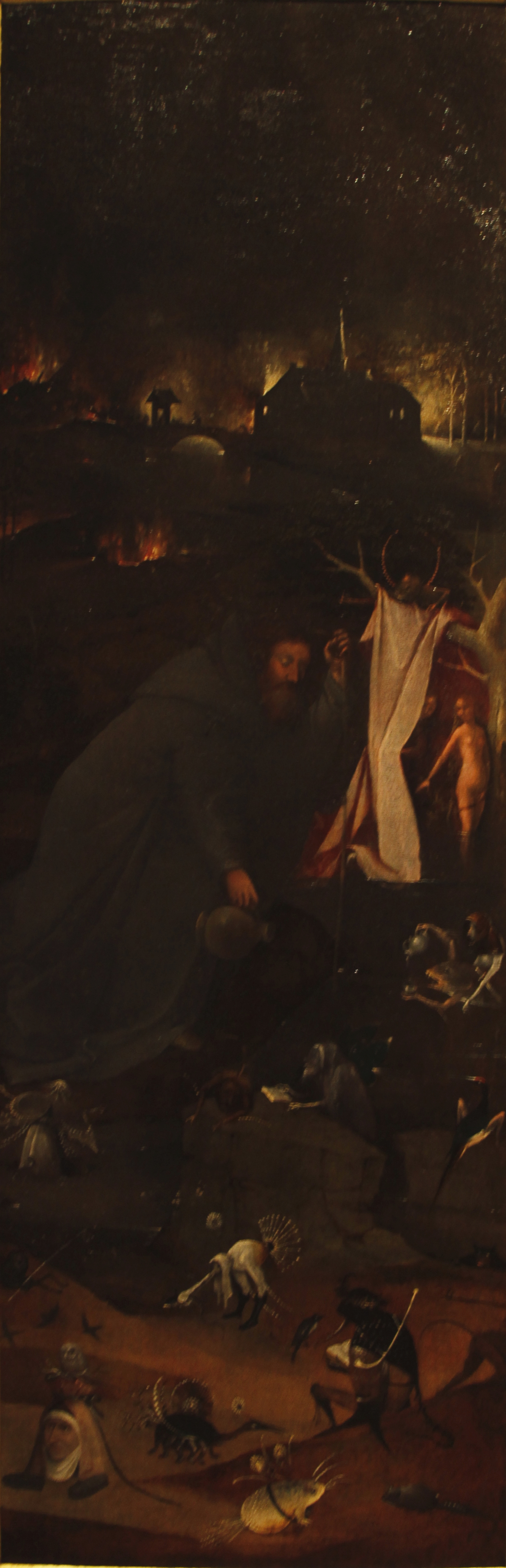
左翼パネル。

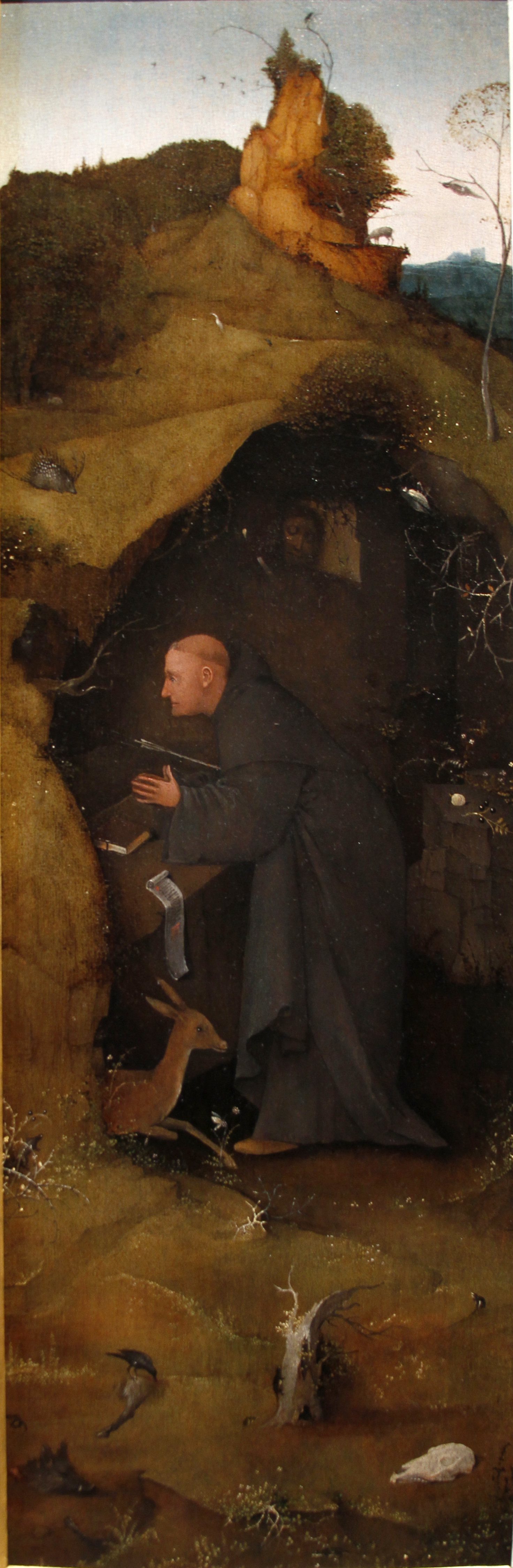
右翼パネル。

#### 左翼パネル
左側の板絵の背景には、不吉な炎の輝きの中で、教会、井戸、橋、2人の人物、腐食した樹木のシルエットが見える。前景の最も近くには最初の聖人である聖アントニウスが住んでいる。聖人は陸と彼の近くの小さな水域の両方で多種多様な地獄の生物に囲まれ、小さな容器で水を汲んでいる年配の男性として描かれている。年老いた聖人の右側には、白いシーツが掛けられた樹木が立っており、シーツの中を通って水域に入ろうとする2人の小さな人物像が描かれている。聖アントニウスは『聖アントニウスの誘惑の三連祭壇画』（Het Antonius-drieluik）のような人里離れた姿でボスのより混沌とした聖アントニウスの描写とともに並置して描かれている。絵画の中で聖人はたがいに活発に攻撃し合う地獄の怪物たちに囲まれ、苦悶しているように見える。聖アントニウスの隠遁は2番目と3番目の板絵で他の二聖人が示した献身と結びついており、同様に（ボスの『聖アントニウスの誘惑』でも示された）混沌とした受難の場面とは対照的である。

#### 右翼パネル
右側の板絵は聖アエギディウスと思われる人物が描かれている。聖人は洞窟に住み続けており、胸に矢が刺さったまま深く祈り、聖人の足元では鹿が洞窟の暗闇から顔を覗かせている。

### 中央パネル
中央パネルはその土地に生息する鹿、鳥、イグアナなどの認識可能な生物がいる地上の風景である。描かれている聖人は聖ヒエロニムスである。もう1人の年老いた聖人は小さな十字架が彼の前に斜めに立っていることから、礼拝の真っ最中であると分かる。十字架の右側には人間とユニコーンを描いた小さな浮き彫りが見える。小さな浮き彫りは、ひざまずいて太陽と月がはっきり離れた場面を見上げる人物像をともなう、天空の風景が描かれた別の小さな石柱に反響している。中央パネル全体において、聖ヒエロニムスがキリストに対して抱いている信仰は、広大な土地という物理的空間によって象徴されている。聖ヒエロニムスの焦点は、彼がキリストの生涯の受難の経験を熟考し共感することを可能にした、キリストの痛みと苦しみを表している。

## 図像学

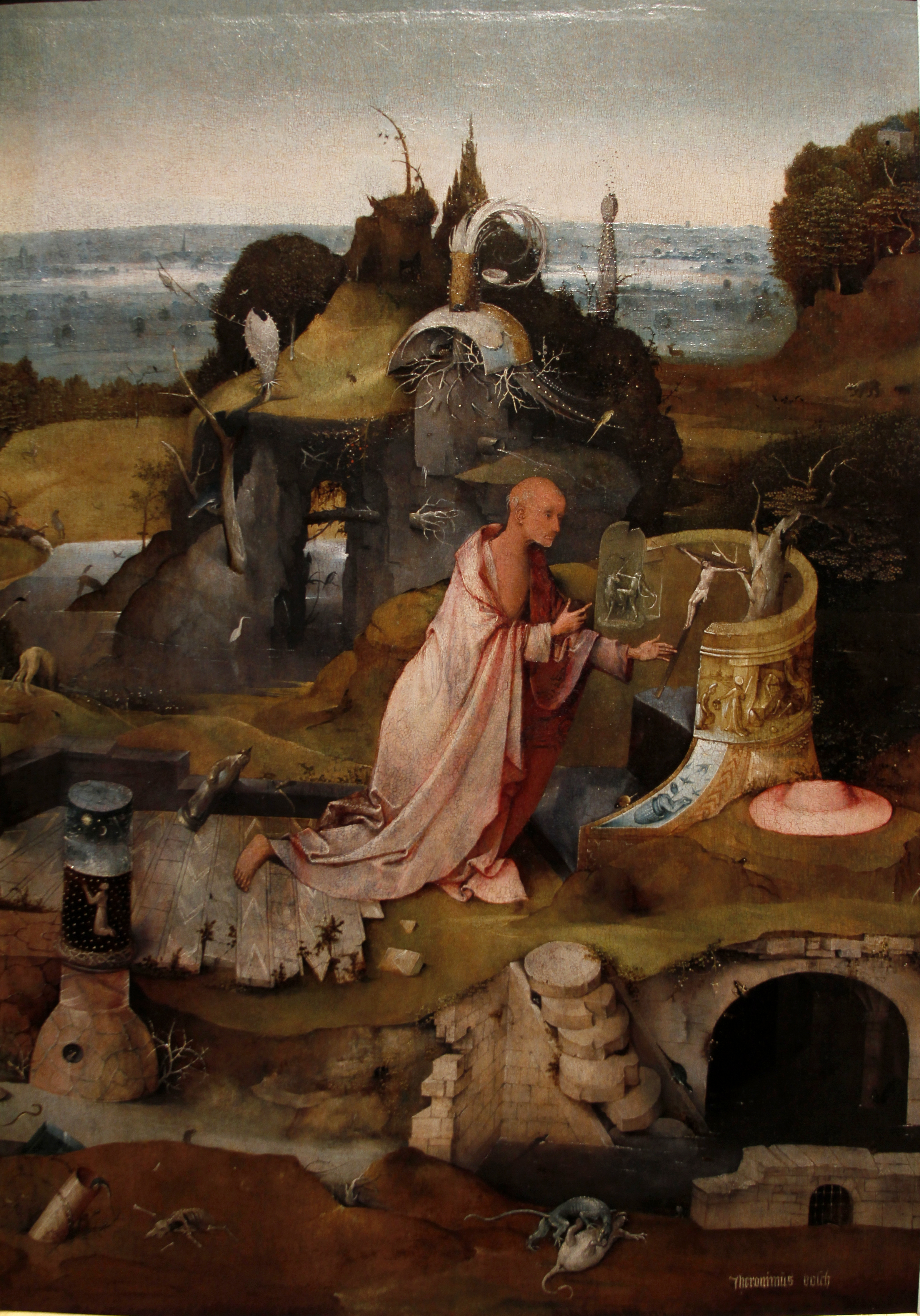
中央パネル。

3点の板絵にはそれぞれ世俗を離れて隠遁したキリスト教の異なる聖人が描かれている。

### 聖アントニウス
左側の板絵には、夜の風景の中に修道院長の聖アントニウスが描かれている。遠景の炎に包まれた村はおそらく麦角症の疫病、あるいは聖人の鎮火の能力の寓意である。数人の悪魔を連れてシーツの後ろに現れている全裸の女性など、悪魔のような幻覚に囲まれながら、聖アントニウスは池の湿った水を瓶で集めている。彼女の下では、魚の姿をした悪魔が瓶からワインを注いでおり、一方でその周囲にグロテスクな姿勢をした奇形のコオロギが描かれている。ある者はミサ典書を読み、ある者は長いくちばしと孔雀の尾を持っている。またある者は修道女の頭部に足がついた胴体を持ち、その上に白いフクロウと巣を乗せている。聖アントニウスを構成に加えることは、カトリックのコミュニティの人々にとって道徳の羅針盤として機能した。聖アントニウスは誘惑に抵抗する行為を象徴している。

### 聖ヒエロニムス
中央の聖ヒエロニムスは砂漠でひざまずき、タウ十字の十字架に向かって祈っている。舞台は廃墟となった礼拝堂にある、彫刻が施された古代ローマの石棺に似た祭壇である。浮彫りには魂の勝利あるいは聖母マリアが悪魔を殺すことを象徴するユディトとホロフェルネス、騎士や純潔の象徴であるユニコーンなど、救いのテーマに関連のある場面が描かれている。下の部分にはおそらく肉欲の愛や錬金術の水銀を暗示する、蜂の巣に飛び込んで蜂蜜を自身の身体に被せている男性が描かれている。この細部はウィーンのアルベルティーナに所蔵されている素描に描かれている。あたり一面に、悪の象徴が砂漠と暗い風景に散らばり、邪悪な植物が取り囲んでいる。それらは画面左側の大気現象を礼拝する偶像崇拝者が描かれた石柱、骸骨、闘争する動物、乾いた茂みが含まれる。その代わりに画面右側には聖ヒエロニムスの伝統的なシンボルである赤い枢機卿の帽子と、左側に池で水を飲むライオンの姿がある。本作品は孤独な生活様式の中で献身と美徳に導くことを表している。聖ヒエロニムスの図像の隆盛はカトリックの芸術コミュニティー、特にオランダのカトリックの芸術家たちに重要であった。

### 聖アエギディウス
右翼パネルは洞窟で祈る聖アエギディウスを描いている。ヤコブス・デ・ウォラギネの『黄金伝説』によれば、この場所には聖アエギディウスの執り成しのおかげで救われる人間の名前がすべて記載された巻物が収められていた。聖人は本来は彼の足元にいる子鹿を射殺す運命にあった矢で傷つけられた。風景は暗くはなく、鋭い岩に支配されている。「物乞いの守護聖人」「不具者の守護聖人」として知られ、聖アエギディウスの図像は身体的に困窮している人々にとって最も注目に値する奇跡への希望を与えている。聖アエギディウスは幼いころから人生に対する感謝と野心を示すことで知られていた。ギリシャ出身である彼の家系は王族だったのかもしれない。聖アエギディウスは聖アントニウスや聖ヒエロニムスとは対照的に優れた教育を受けた。両親の死後、聖アエギディウスは聖性を証明する手段として、世俗的な所有物の多くを貧しい共同体の人々に寄付した。聖人は障害者を癒すことで有名であった。

## 顔料
本作品はボッシュ研究保全プロジェクトによって技術的側面のすべてを調査されている。ボスは高価な天然のウルトラマリンを使わず、アズライト、鉛錫黄、ヴァーミリオン、黄土色など、ルネッサンス期の一般的な顔料を使用した。

## 来歴
三連祭壇画は枢機卿ドメニコ・グリマーニ（1461年-1523年）のコレクションに由来する。1771年にヴェネツィアのドゥカーレ宮殿で、エチェルソ・トリブナーレ・ホール（Eccelso Tribunale Hall）に飾られていると言及されている。1838年、当時ヴェネツィアを統治していたオーストリア当局は本作品をウィーン帝国美術館（Imperial Gallery of Vienna）に移送し、1893年に美術史美術館に移された。1919年にヴェネツィアに返還された。
作品はおそらく火災によってひどく損傷しており、特に中央部分の、空、風景、聖ヒエロニムスの頭部が塗り直された。1493年の日付は年輪年代学による分析で確認された。

## ギャラリー

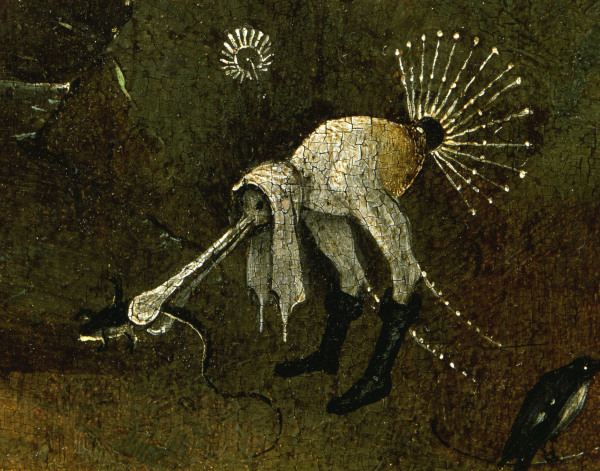
左翼パネルに描かれた悪魔